# Clostridium butyricum
Clostridium butyricum is een anaerobe endospore-vormende gram-positieve bacterie die boterzuur (butyraat) fermenteert. Als substraat wordt α-polyglucaan gebruikt.

Clostridium butyricum komt onder andere voor in graskuilen en maiskuilen. Vooral in graskuilen en snijmaiskuilen die te warm geworden zijn, kunnen de boterzuurbacteriën de overhand krijgen en gaat het gras verrotten. Het kuilgras en de snijmais ruiken dan naar boterzuur.
Clostridium butyricum wordt vooral in harde en halfharde kaas bestreden omwille van de ranzige smaak die het gevormde boterzuur veroorzaakt. De groei van deze bacteriën kan worden voorkomen door de additie van nitraat in de pekel.
Clostridium butyricum wordt in Azië (vooral in Japan, Korea en China) als een probioticum gebruikt.